# Calicium laevigatum
Calicium laevigatum је крстолик лишај који се налази на дрвећу у југозападном региону Западне Аустралије.